# فرزند روشنایی
«فرزند روشنایی» (انگلیسی: Child of Light) یک بازی ویدئویی در سبک نقش آفرینی است که توسط یوبی‌سافت و در سال ۲۰۱۴ و در پلت‌فرم‌های مایکروسافت ویندوز، اکس‌باکس وان، پلی‌استیشن ۴، پلی‌استیشن همراه، پلی‌استیشن ۳، ایکس‌باکس ۳۶۰، وی یو، و پلی‌استیشن ویتا منتشر شده‌است. سیستم مبارزات این بازی شباهت زیادی به سری فاینال فانتزی دارد. داستان بازی در مورد پرنسس اررورا در اتریش می باشد که همانند سری زیبای خفته به خواب عمیقی فرو میرود.